# 러키☆스타 보컬 미니 앨범
《『러키☆스타』 보컬 미니 앨범》(『らき☆すた』vocal mini album)은 2005년 12월 22일에 프런티어 워크스에서 발매된, 닌텐도 DS용 게임 러키☆스타 모에 드릴의 주제가 등을 수록한 미니 앨범이다.

## 개요
《러키☆스타 모에 드릴》의 주제가 〈라키☆라키☆베이베(らき☆らき☆べいべー)〉와 캐릭터 송 〈오토메☆고코로(オトメ☆ゴコロ)〉, 및 어레인지 버전과 가라오케 버전을 수록.
노래한 사람은 《러키☆스타 모에 드릴》 및 드라마CD의 성우들로, 텔레비전 애니메이션판의 성우와는 다르다.

## 수록곡 리스트
1. らき☆らき☆べいべー
작사：くまのきよみ 작곡・편곡：櫻井真一
노래：이즈미 코나타（히로하시 료）・히이라기 츠카사（나카하라 마이）・히이라기 카가미（코시미즈 아미）
2. オトメ☆ゴコロ
작사：くまのきよみ 작곡・편곡：櫻井真一
노래：코바야카와 유타카（시미즈 아이）・이와사키 미나미（마츠키 미유）・패트리시아 마틴（유키노 사츠키）
3. らき☆らき☆べいべー danceable version
4. オトメ☆ゴコロ world mix version
5. らき☆らき☆べいべー original karaoke
6. オトメ☆ゴコロ original karaoke
7. らき☆らき☆べいべー danceable version original karaoke
8. オトメ☆ゴコロ world mix version original karaoke